# Christianshavns Torv
Christianshavns Torv er den centrale firkantede plads i bydelen Christianshavn i København. Den gennemskæres af hovedgaden Torvegade. Metrostationen Christianshavn Station har nedgange på pladsen.
Den islandske "bøsseskytte" (dvs artillerist) Jon Olafsson fortæller i sine erindringer, at da han første gang kom til København i 1615, fandtes Knippelsbro ikke. Skulle man fra byen over til Amager, måtte man med færgen, der gik fra færgebroen for enden af Store Færgestræde. Vel fremme ved Amager lagde båden til land ved Kivnæs, hvor Christianshavn Torv blev anlagt få år senere. Navnet Kivnæs skyldtes al kiven blandt færgepassagerne, der kævledes om at komme først om bord.
Udlægningen af torvet går helt tilbage til Johan Semps planlægning af den befæstede bydel i 1617 for Christian 4., og blev anlagt på det højeste punkt på øen Refshalen. Pladsen tjente som grøntsagstorv i årene 1868-88, og oprindeligt tiltænkt amagerbønderne, men der kom også gartnere andre steder fra.
Torvet blev kaldt Børnehustorvet da Børnehuset blev flyttet derud fra 1662 og rasphuset fra 1739-42 af Philip de Lange (fra 1790 kaldet Tugt-, Rasp- og Forbedringshuset) og senere Christianshavns Straffeanstalt eller Kvindefængslet (opført 1864-65 af N.S. Nebelong) på pladsens østside. Fængslet blev nedrevet i 1928 og i 1930 afløst af Lagkagehuset, tegnet af Edvard Thomsen.
På torvet står granitskulpturen Grønlandsmonumentet, udført af Svend Rathsack (1885-1941).
- Grønlandsmonumentet